# Seznam zápasů slovenské a norské hokejové reprezentace
Toto je seznam zápasů slovenské a norské hokejové reprezentace na MS a Zimních olympijských hrách.

## Mistrovství světa v ledním hokeji
| Datum     | Číslo | Slovensko | Výsledek | Zápas            | MS   | Místo     | Branky Slovenska                                                                                           |
| --------- | ----- | --------- | -------- | ---------------- | ---- | --------- | --- |
| 6.5.1997  | 1     | Slovensko | 2:1      | o 7. - 12. místo | 1997 | Tampere   | Zdeno Cíger • Roman Kontšek                                                                                |
| 5.5.1999  | 2     | Slovensko | 8:2      | ZS               | 1999 | Hamar     | 3x Žigmund Pálffy • 2x Marián Hossa • Ľubomír Kolník • Marián Hossa • Jozef Daňo                           |
| 6.5.2000  | 3     | Slovensko | 9:1      | osmifinále       | 2000 | Petrohrad | 2x Miroslav Šatan • 2x Peter Bartoš • 2x Miroslav Hlinka • Michal Handzuš • Peter Pucher • Ľubomír Sekeráš |
| 28.4.2007 | 4     | Slovensko | 3:0      | ZS               | 2007 | Mytišči   | Marek Uram • Zdeno Chára • Branko Radivojevič                                                              |
| 4.5.2008  | 5     | Slovensko | 5:1      | ZS               | 2008 | Halifax   | Tibor Melichárek • Juraj Kolník • Róbert Petrovický • Marcel Hossa • Peter Podhradský                      |
| 4.5.2009  | 6     | Slovensko | 3:2 PP   | osmifinále       | 2009 | Kloten    | Štefan Ružička • Peter Smrek • Ladislav Nagy                                                               |
| 14.5.2014 | 7     | Slovensko | 5:2      | ZS               | 2014 | Minsk     | 2x Ladislav Nagy • Tomáš Tatar • Juraj Mikúš • Michel Miklík                                               |
| 6.5.2015  | 8     | Slovensko | 2:3      | ZS               | 2015 | Ostrava   | Tomáš Surový • Marek Ďaloga                                                                                |

## Zimní olympijské hry
| Datum     | Číslo | Slovensko | Výsledek | Zápas    | ZOH  | Místo     | Branky Slovenska                                                  |
| --------- | ----- | --------- | -------- | -------- | ---- | --------- | ----------------------------------------------------------------- |
| 24.2.2010 | 1     | Slovensko | 4:3      | předkolo | 2010 | Vancouver | Michal Handzuš • Marián Gáborík • Richard Zedník • Miroslav Šatan |